# Daniela Bianchi
Daniela Bianchi (Roma - 31 de janeiro de 1942) é uma ex-atriz italiana, Miss Itália e bond girl.
Daniela estreou no cinema de seu país em 1958, aos dezesseis anos. Depois de ser eleita Miss Itália  e posteriormente segunda colocada no concurso Miss Universo 1960, ganhou fama internacional quando interpretou a secretária russa Tatiana Romanova no segundo filme de James Bond, Moscou Contra 007, em 1963. Foi a mais jovem atriz, com apenas 21 anos, a interpretar uma bond girl em toda a série. Devido a seu forte sotaque, ela foi dublada na versão cinematográfica pela atriz britânica Barbara Jefford. O mesmo já havia ocorrido anteriormente com a suíça Ursula Andress, a bond girl do primeiro filme de Bond, 007 contra o Satânico Dr. No, assim como várias outras subsequentes.
Depois de Moscou contra 007, ela fez uma participação em três episódios da série de tv norte-americana Dr. Kildare, nos Estados Unidos, e mais alguns filmes franceses e italianos menores nos anos 60, um deles, Operation Kid Brother aka OK Connery (1967), uma comédia parodiando os filmes do espião inglês, com o irmão de Sean Connery, Neil. Abandonou a carreira em 1970, para se casar com um milionário genovês.
Em 2012, fez uma participação como ela mesmo no documentário italiano Noi non siamo come James Bond (Não Somos Como James Bond), que conta a história de dois velhos amigos doentes – o próprio diretor Mario Balsamo e seu melhor amigo – apaixonados pelo mundo de 007 e que tentam se encontrar com Sean Connery. O filme foi premiado com o Prêmio Especial do Júri do Festival Internacional de Cinema de Turim de 2012.